# 红江站
红江站是一个成昆铁路上的铁路车站，位于云南省楚雄彝族自治州元谋县江边乡大树村，邮政编码为651312。车站建于1970年，乌东德水电站蓄水后车站于2020年5月25日停办客货运业务，5月26日19时22723次货物列车通过后关闭。铁路部门在车站关闭后对车站及周边线路设施进行拆除工作。
红江站在关闭前为四等站，隶属昆明铁路局管辖，北上距攀枝花站81公里，成都站830公里，南下距广通站117公里，昆明站270公里。该站仅办理攀枝花与昆明间普慢列车的旅客乘降，不办理货运业务。

## 车站结构
红江站设有6条股道，站舍总建筑面积8500平方米:397。1986年车站建成通往元谋矿业公司的专用线，长186米，后被废弃:239。

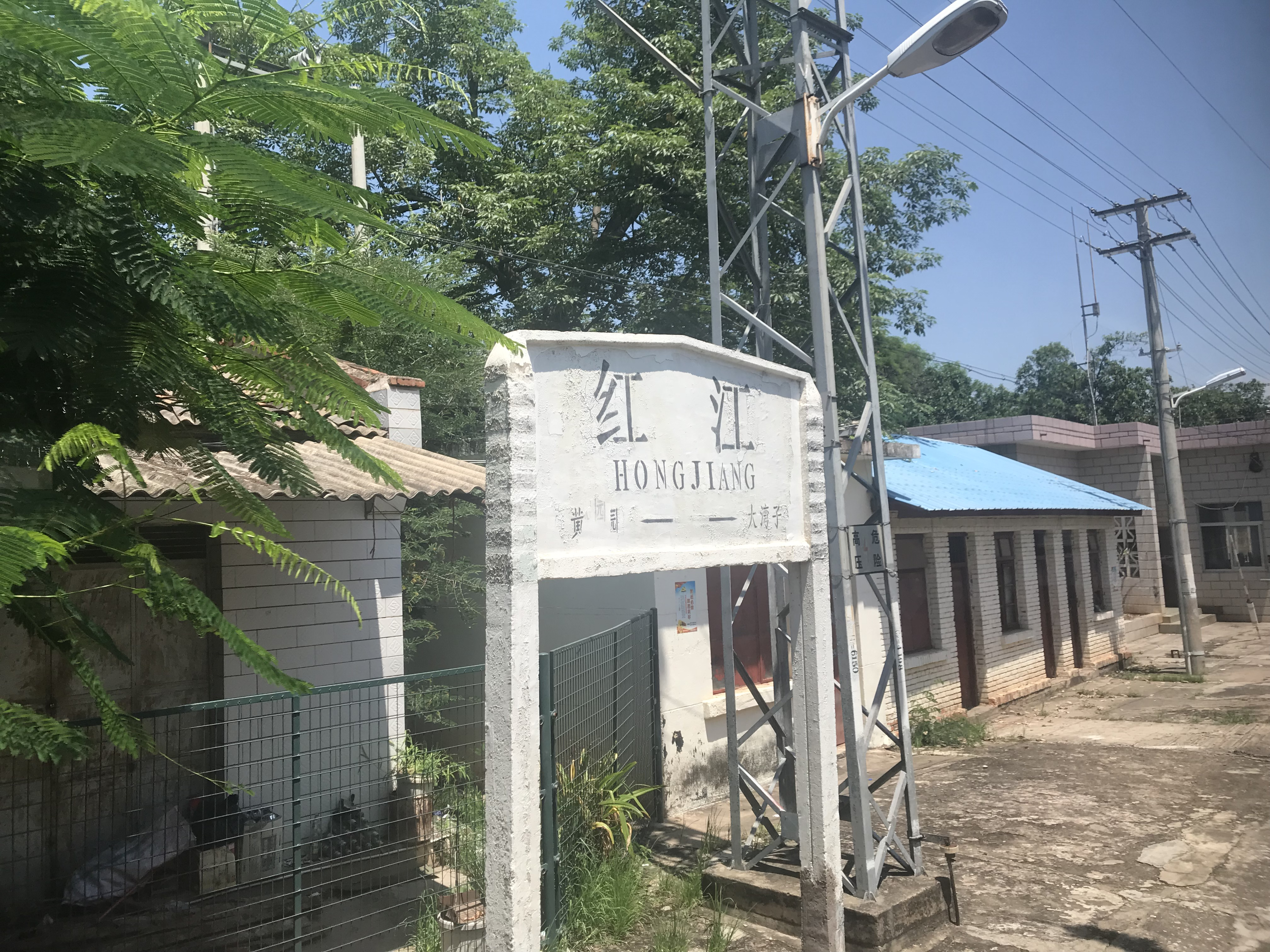
站牌
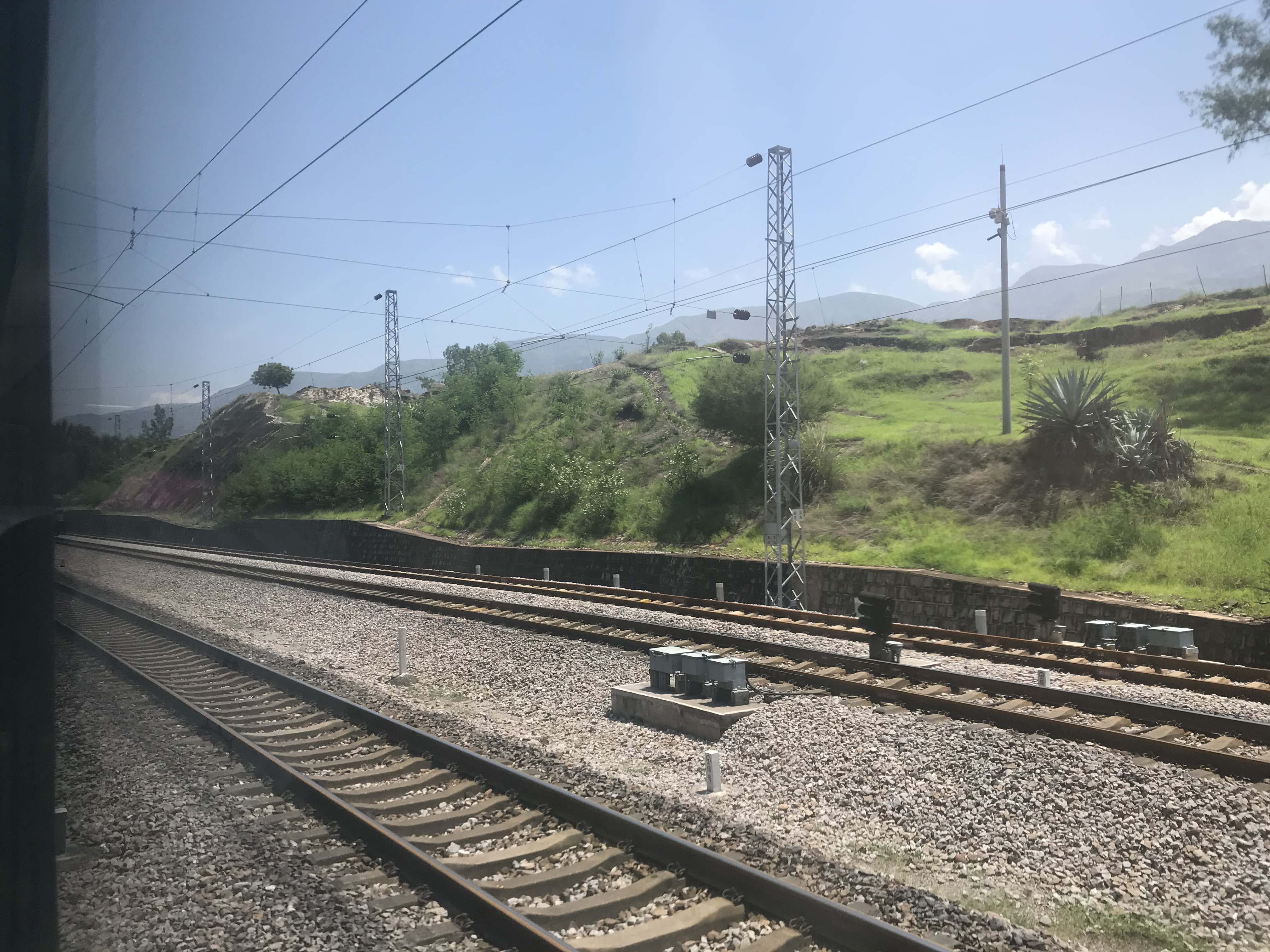
站内股道
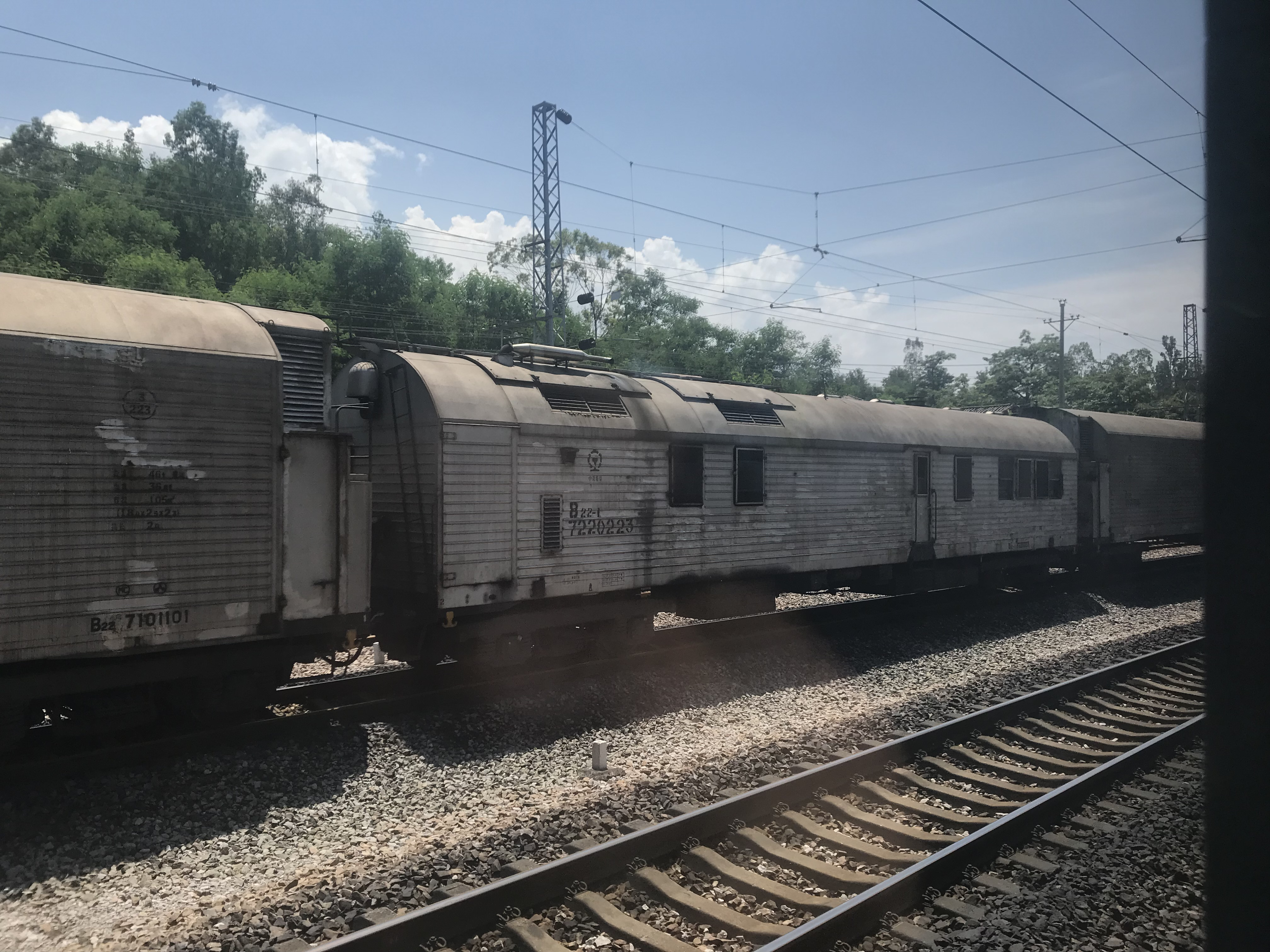
站内的B22型保温车